# 大平村 (福島県)
大平村（おおだいらむら）は福島県安達郡にあった村。現在の二本松市中心部の東方、阿武隈川の右岸にあたる。

## 地理
- 河川：阿武隈川

## 歴史
- 1889年（明治22年）4月1日 - 町村制の施行により大平村が単独で自治体を形成。
- 1955年（昭和30年）1月1日 - 二本松町・塩沢村・岳下村・杉田村・石井村と合併し、改めて二本松町が発足。同日大平村廃止。

## 交通

### 鉄道路線
現在は旧村域を東北新幹線が通過するが、当時は未開業。

## 名所
- 伝説・安達ヶ原の鬼婆の墓「黒塚」